# Temperatura do oceano

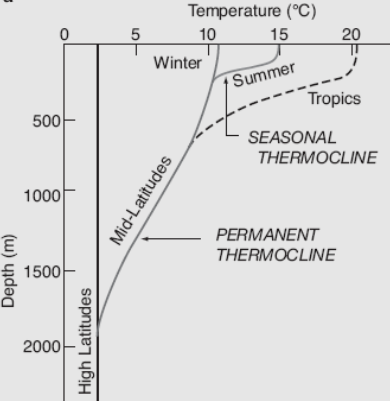
Gráfico que mostra a temperatura do oceano em relação à profundidade no eixo vertical. O gráfico mostra várias termoclinas (ou camadas térmicas) com base nas estações e na latitude. A temperatura na profundidade zero é a temperatura da superfície do mar.

A temperatura do oceano desempenha um papel fundamental no sistema climático global, nas correntes oceânicas e nos habitats marinhos. Ela varia conforme a profundidade, a localização geográfica e a estação do ano. Não somente a temperatura difere na água do mar, mas também a salinidade. A água quente da superfície é geralmente mais salgada do que as águas profundas ou polares, que são mais frias. Nas regiões polares, as camadas superiores da água do oceano são frias e frescas. A água do fundo do oceano é fria e salgada e se encontra bem abaixo da superfície dos oceanos da Terra. Essa água tem uma temperatura uniforme de cerca de 0 a 3 °C. A temperatura do oceano também depende da quantidade de radiação solar que incide sobre sua superfície. Nos trópicos, com o Sol quase acima da superfície, a temperatura das camadas superficiais pode subir para mais de 30 °C. Próximo aos polos, a temperatura em equilíbrio com o gelo marinho é de cerca de -2 °C.
Há uma circulação contínua de água em grande escala nos oceanos. Uma parte dela é a circulação termohalina (THC). Ela é impulsionada por gradientes de densidade global criados pelo calor da superfície e pelos fluxos de água doce. As correntes superficiais quentes esfriam à medida que se afastam dos trópicos. Isso acontece quando a água se torna mais densa e afunda. As mudanças de temperatura e densidade movem a água fria de volta para o equador como uma corrente marítima profunda. Em seguida, ela acaba subindo novamente em direção à superfície.
O termo "temperatura do oceano" se aplica à temperatura do oceano em qualquer profundidade. Ele também pode se aplicar especificamente às temperaturas do oceano que não estão próximas à superfície. Nesse caso, é sinônimo de "temperatura do oceano profundo").
Está claro que os oceanos estão se aquecendo como  resultado da mudança climática e que essa taxa de aquecimento está aumentando.:9 A parte superior do oceano (acima de 700 m) está se aquecendo mais rapidamente, mas a tendência de aquecimento se estende por todo o oceano. Em 2022, o oceano global foi o mais quente já registrado por humanos.

## Definição e tipos

### Temperatura da superfície do mar

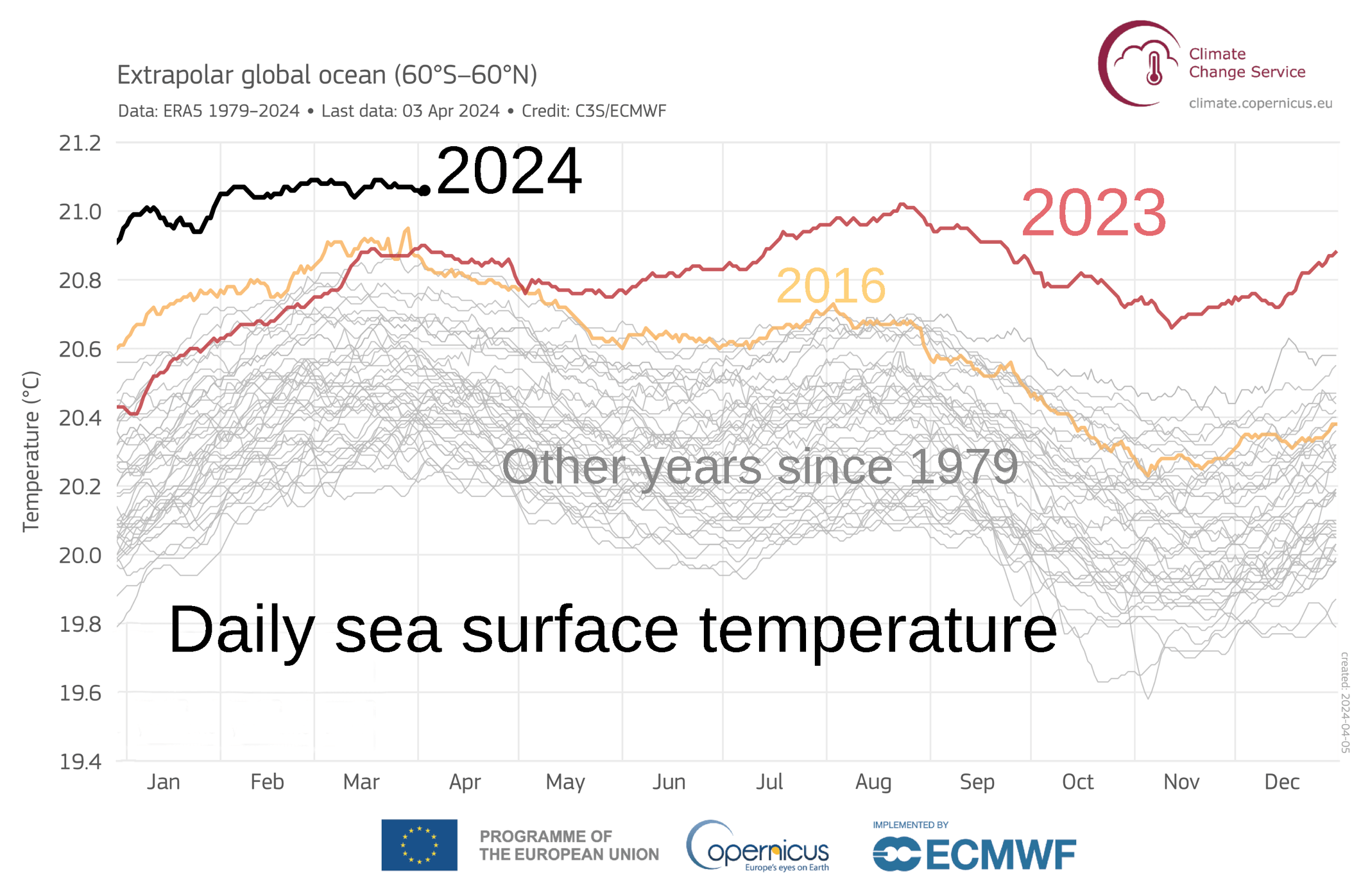
Temperatura da superfície do mar desde 1979 na região extrapolar (entre 60 graus de latitude sul e 60 graus de latitude norte).

A temperatura da superfície do mar (ou temperatura da superfície do oceano) é a temperatura da água do oceano próxima à superfície. O significado exato de superfície varia na literatura e na prática. Geralmente, está entre 1 milímetro e 20 metros abaixo da superfície do mar. As temperaturas da superfície do mar modificam muito as massas de ar na atmosfera da Terra a uma curta distância da costa. A circulação termohalina tem um grande impacto sobre a temperatura média da superfície do mar na maior parte dos oceanos do mundo.

### Temperatura do oceano profundo
Os especialistas se referem à temperatura mais abaixo da superfície como temperatura do oceano ou temperatura do oceano profundo. As temperaturas do oceano a mais de 20 metros abaixo da superfície variam conforme a região e o tempo. Elas contribuem para as variações no conteúdo de calor do oceano e na estratificação do oceano. O aumento da temperatura da superfície do oceano e da temperatura do oceano profundo é um efeito importante da mudança climática nos oceanos.
Água oceânica profunda é o nome da água fria e salgada encontrada bem abaixo da superfície dos oceanos da Terra. As águas oceânicas profundas representam cerca de 90% do volume dos oceanos. A água oceânica profunda tem uma temperatura muito uniforme de cerca de 0-3 °C. Sua salinidade é de cerca de 3,5% ou 35 ppt (partes por mil).

## Relevância
A temperatura do oceano e as concentrações de oxigênio dissolvido têm uma grande influência em muitos aspectos do oceano. Esses dois parâmetros fundamentais afetam a produtividade primária do oceano, o ciclo de carbono oceânico, os ciclos de nutrientes e os ecossistemas marinhos. Eles trabalham em conjunto com a salinidade e a densidade para controlar uma série de processos. Entre eles estão a mistura versus estratificação, as correntes oceânicas e a circulação termohalina.

### Conteúdo de calor do oceano
Os especialistas calculam o conteúdo de calor do oceano usando as temperaturas do oceano em diferentes profundidades.

O conteúdo de calor do oceano (OHC) tem aumentado há décadas, pois o oceano tem absorvido a maioria do excesso de calor resultante das emissões de gases de efeito estufa das atividades humanas. O gráfico mostra o OHC calculado para uma profundidade de água de 700 e 2000 metros.

O conteúdo de calor do oceano (OHC) ou absorção de calor do oceano (OHU) é a energia absorvida e armazenada pelos oceanos. Para calcular o conteúdo de calor do oceano, é necessário medir a temperatura do oceano em muitos locais e profundidades diferentes. A integração da densidade de área de uma mudança na energia entálpica em uma bacia oceânica ou em todo o oceano fornece a absorção total de calor do oceano. Entre 1971 e 2018, o aumento do conteúdo de calor do oceano foi responsável por mais de 90% do excesso de energia da Terra proveniente do aquecimento global. O principal fator desse aumento foi causado pelos seres humanos por meio do aumento das emissões de gases de efeito estufa.:1228 Em 2020, cerca de um terço da energia adicionada havia se propagado para profundidades abaixo de 700 metros.
Em 2023, os oceanos do mundo foram novamente os mais quentes no registro histórico e excederam o recorde máximo anterior de 2022. As cinco maiores observações de calor oceânico a uma profundidade de 2.000 metros ocorreram no período de 2019 a 2023. O Pacífico Norte, o Atlântico Norte, o Mediterrâneo e o Oceano Antártico registraram suas maiores observações de calor em mais de sessenta anos de medições globais. O conteúdo de calor do oceano e o aumento do nível do mar são indicadores importantes das mudanças climáticas.

## Medições
Há várias maneiras de medir a temperatura do oceano. Abaixo da superfície do mar, é importante se referir à profundidade específica da medição, além de medir a temperatura geral. O motivo é que há muita variação com as profundidades. Isso ocorre principalmente durante o dia. Nesse período, a baixa velocidade do vento e a grande quantidade de luz solar podem levar à formação de uma camada quente na superfície do oceano e a grandes mudanças de temperatura à medida que você se aprofunda. Os especialistas chamam esses fortes gradientes verticais de temperatura durante o dia de termoclina diurna.
A técnica básica envolve a descida de um dispositivo para medir eletronicamente a temperatura e outros parâmetros. Esse dispositivo é chamado de CTD, sigla em inglês para condutividade, temperatura e profundidade. Ele envia continuamente os dados para o navio por meio de um cabo condutor e, geralmente, é montado em uma estrutura que inclui garrafas de amostragem de água. Desde a década de 2010, veículos autônomos, como planadores ou minissubmersíveis, estão cada vez mais disponíveis. Eles carregam os mesmos sensores CTD, mas operam independentemente de um navio de pesquisa.
Os cientistas podem implantar sistemas de CTD a partir de navios de pesquisa, em amarras, planadores e até mesmo em focas. Nos navios de pesquisa, os dados são recebidos por meio do cabo condutor. Para os outros métodos, é usada a telemetria.
Há outras formas de medir a temperatura da superfície do mar. Nessa camada próxima à superfície, é possível fazer medições usando termômetros ou satélites com espectroscopia. Os satélites meteorológicos estão disponíveis para determinar esse parâmetro desde 1967. Os cientistas criaram os primeiros compostos globais em 1970.
O Radiômetro Avançado de Altíssima Resolução (AVHRR) é amplamente utilizado para medir a temperatura da superfície do mar a partir do espaço.:90 
Há vários dispositivos para medir a temperatura do oceano em diferentes profundidades. Entre eles estão a garrafa de Nansen [en], o batitermógrafo, o CTD ou a tomografia acústica oceânica [en]. As boias [en] ancoradas e à deriva também medem as temperaturas da superfície do mar. Alguns exemplos são os implantados pelo Global Drifter Program e pelo National Data Buoy Center. O World Ocean Database Project é o maior banco de dados de perfis de temperatura de todos os oceanos do mundo.
Uma pequena frota de teste de flutuadores Argo profundos tem como objetivo estender a capacidade de medição até cerca de 6.000 metros. Quando estiver em pleno uso, ele fará uma amostragem precisa da temperatura da maior parte do volume do oceano.
A técnica de medição mais frequente em navios e boias são os termístores e os termômetros de mercúrio.:28 Os cientistas costumam usar termômetros de mercúrio para medir a temperatura das águas superficiais. Eles podem colocá-los em baldes jogados na lateral de um navio. Para medir temperaturas mais profundas, os termômetros são colocados em garrafas de Nansen.:28

## Monitoramento por meio do programa Argo
O Argo é um programa internacional de pesquisa do oceano que utiliza flutuadores de perfil para observar a temperatura, a salinidade e as correntes. Recentemente, observou propriedades bio-ópticas nos oceanos da Terra. Ele está em operação desde o início dos anos 2000. Os dados em tempo real que fornece apoiam a pesquisa climática e oceanográfica. Um interesse especial de pesquisa é quantificar o conteúdo de calor do oceano (OHC). A frota do Argo consiste em quase 4.000 “flutuadores Argo” à deriva (como costumam ser chamados os flutuadores de perfil usados pelo programa Argo) implantados em todo o mundo. Cada flutuador pesa de 20 a 30 kg. Na maioria dos casos, as sondas ficam à deriva em uma profundidade de 1.000 metros. Os especialistas chamam isso de profundidade de estacionamento. A cada 10 dias, alterando sua impulsão, elas mergulham a uma profundidade de 2.000 metros e depois se deslocam para a superfície do mar. À medida que se movem, medem os perfis de condutividade e temperatura, bem como a pressão. Os cientistas calculam a salinidade e a densidade a partir dessas medições. A densidade da água do mar é importante para determinar os movimentos em grande escala no oceano.

## Aquecimento oceânico

### Tendências

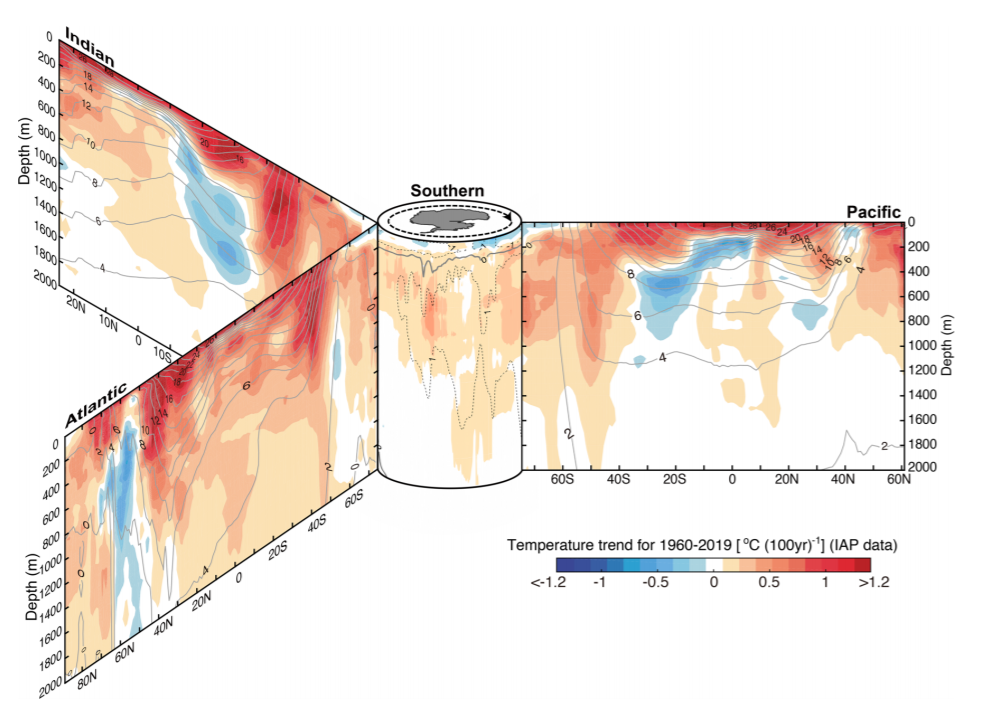
A ilustração das mudanças de temperatura de 1960 a 2019 em cada oceano, começando pelo Oceano Antártico ao redor da Antártica.

É evidente que o oceano está aquecendo como resultado da mudança climática, e essa taxa de aquecimento está aumentando.:9 O oceano global foi o mais quente já registrado por humanos em 2022. Esse fato é determinado pelo conteúdo de calor do oceano, que excedeu o máximo anterior de 2021 em 2022. O aumento constante da temperatura dos oceanos é um resultado inevitável do desequilíbrio energético da Terra, causado principalmente pelo aumento dos níveis de gases de efeito estufa. Entre os tempos pré-industriais e a década de 2011-2020, a superfície do oceano aqueceu entre 0,68 e 1,01 °C.:1214
A maior parte do ganho de calor do oceano ocorre no Oceano Antártico. Por exemplo, entre as décadas de 1950 e 1980, a temperatura do Oceano Antártico Sul aumentou 0,17 °C, quase o dobro da taxa do oceano global.
A taxa de aquecimento varia de acordo com a profundidade. A parte superior do oceano (acima de 700 m) está aquecendo mais rapidamente. Em uma profundidade oceânica de mil metros, o aquecimento ocorre a uma taxa de quase 0,4 °C por século (dados de 1981 a 2019).:Figure 5.4 Em zonas mais profundas do oceano (globalmente falando), a 2000 metros de profundidade, o aquecimento tem sido de cerca de 0,1 °C por século.:Figure 5.4 O padrão de aquecimento é diferente para o Oceano Antártico (a 55°S), onde o maior aquecimento (0,3 °C por século) foi observado em uma profundidade de 4500 m.:Figure 5.4
De modo geral, os cientistas projetam que todas as regiões dos oceanos se aquecerão até 2050, mas os modelos discordam em relação às mudanças de temperatura do mar esperadas no Atlântico Norte subpolar, no Pacífico equatorial e no Oceano Antártico. O futuro aumento médio global da temperatura do mar para o período de 1995-2014 a 2081-2100 é de 0,86 °C nos cenários mais modestos de emissões de gases de efeito estufa e de até 2,89 °C nos cenários mais severos de emissões.

### Causas
A causa das mudanças observadas recentemente é o aquecimento da Terra devido às emissões de gases de efeito estufa causadas pelo homem, como o dióxido de carbono e o metano. As concentrações crescentes de gases de efeito estufa aumentam o desequilíbrio energético da Terra [en], aquecendo ainda mais as temperaturas da superfície. O oceano absorve a maior parte do calor adicionado no sistema climático, aumentando as temperaturas do oceano.

### Principais efeitos físicos

#### Aumento da estratificação e redução dos níveis de oxigênio
As temperaturas mais altas do ar aquecem a superfície do oceano. E isso leva a uma maior estratificação do oceano. A redução da mistura das camadas oceânicas estabiliza a água quente perto da superfície. Ao mesmo tempo, reduz a circulação de águas frias e profundas. A redução da mistura para cima e para baixo reduz a capacidade do oceano de absorver calor. Isso direciona uma fração maior do aquecimento futuro para a atmosfera e a terra. É provável que a energia disponível para ciclones tropicais e outras tempestades aumente. Os nutrientes para os peixes nas camadas superiores do oceano deverão diminuir. Isso também reduzirá a capacidade dos oceanos de armazenar carbono.
A água mais quente não pode conter tanto oxigênio quanto a água fria. O aumento da estratificação térmica pode reduzir o suprimento de oxigênio das águas superficiais para as águas mais profundas. Isso diminuiria ainda mais o teor de oxigênio da água. Esse processo é chamado de desoxigenação do oceano. O oceano já perdeu oxigênio em toda a coluna d'água. As zonas de mínimo de oxigênio estão se expandindo em todo o mundo.:471

#### Mudanças nas correntes oceânicas
As variações de temperatura associadas à luz solar e às temperaturas do ar em diferentes latitudes causam as correntes oceânicas. Os ventos predominantes e as diferentes densidades de água salgada e doce são outra causa das correntes. O ar tende a ser aquecido e, portanto, a subir perto do equador, depois esfriar e, portanto, descer um pouco mais em direção ao polo. Perto dos polos, o ar frio afunda, mas é aquecido e sobe à medida que se desloca ao longo da superfície em direção ao equador. O afundamento e a ressurgência que ocorrem nas latitudes mais baixas e a força motriz dos ventos na água da superfície significam que as correntes oceânicas fazem a água circular por todo o mar. O aquecimento global, além desses processos, causa mudanças nas correntes, especialmente nas regiões onde as águas profundas são formadas.

## No passado geológico
Os cientistas acreditam que a temperatura do mar era muito mais quente no período pré-cambriano. Essas reconstruções de temperatura derivam de isótopos de oxigênio e silício de amostras de rochas. Elas sugerem que o oceano tinha uma temperatura de 55 a 85 °C há 2.000 a 3.500 milhões de anos. Em seguida, ele esfriou para temperaturas mais amenas, entre 10 e 40 °C, há 1.000 milhões de anos. As proteínas reconstruídas de organismos pré-cambrianos também fornecem evidências de que o mundo antigo era muito mais quente do que o atual.
A Explosão Cambriana, há aproximadamente 538,8 milhões de anos, foi um evento importante na evolução da vida na Terra. Esse evento ocorreu em uma época em que os cientistas acreditam que as temperaturas da superfície do mar atingiram cerca de 60 °C. Essas altas temperaturas estão acima do limite térmico superior de 38 °C para os invertebrados marinhos modernos. Elas impedem uma grande revolução biológica.
Durante o período Cretáceo superior, de 100 a 66 milhões de anos atrás, as temperaturas médias globais atingiram o nível mais alto dos últimos 200 milhões de anos, aproximadamente. Isso provavelmente foi o resultado da configuração dos continentes durante esse período e permitiu uma melhor circulação nos oceanos, além de desencorajar a formação de camadas de gelo em grande escala.
Dados de um banco de dados de isótopos de oxigênio indicam que houve sete eventos de aquecimento global durante o passado geológico. Esses eventos incluem o Cambriano superior, o Triássico inferior, o Cretáceo superior e a transição Paleoceno-Eoceno. A superfície do mar estava cerca de 5 a 30º mais quente do que hoje nesses períodos de aquecimento.